# BMW R 1100 S
BMW R 1100 S je motocykl kategorie cestovní motocykl, vyvinutý firmou BMW, vyráběný v letech 1999–2005. Jeho nástupcem se stal model BMW R 1200 S. Sesterské modely jsou naked bike BMW R 1100 R, sportovně cestovní BMW R 1100 RS a turistický BMW R 1100 RT. 
Standardně byl vyráběn s protiblokovacím systémem ABS. Proti R 1100 RS, ze kterého byl odvozen, je o 27 kg lehčí a má o 8 kW vyšší výkon. Dalšími verzemi je BMW R 1100 S Sport a R 1100 S BoxerCup Replica (BCR).

## Technické parametry
- Rám: mostový z lehkých slitin
- Suchá hmotnost: 208 kg
- Pohotovostní hmotnost: 229 kg
- Maximální rychlost: 225 km/h
- Spotřeba paliva: 5,9 l/100 km

## Galerie

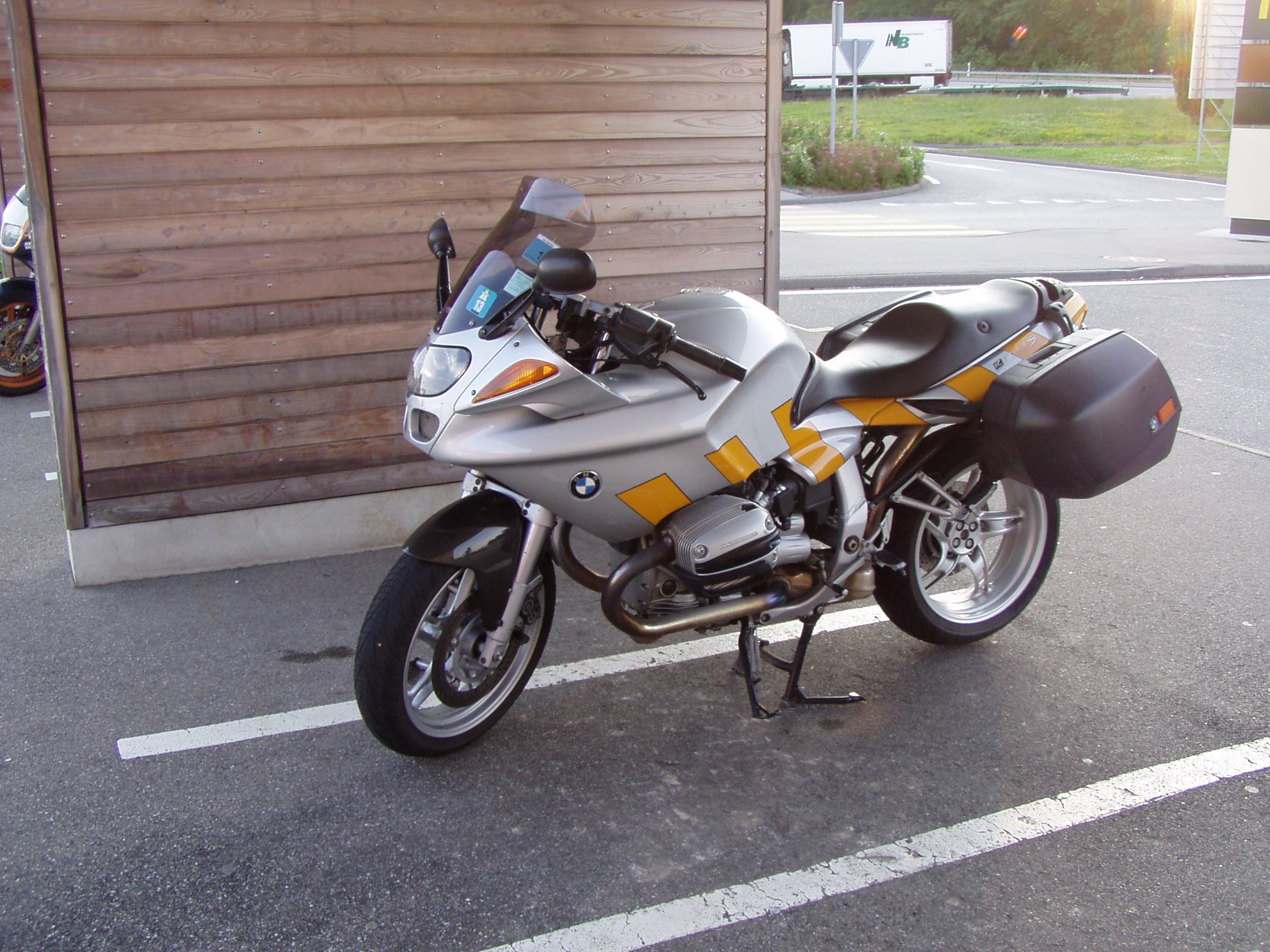
BMW R 1100 S
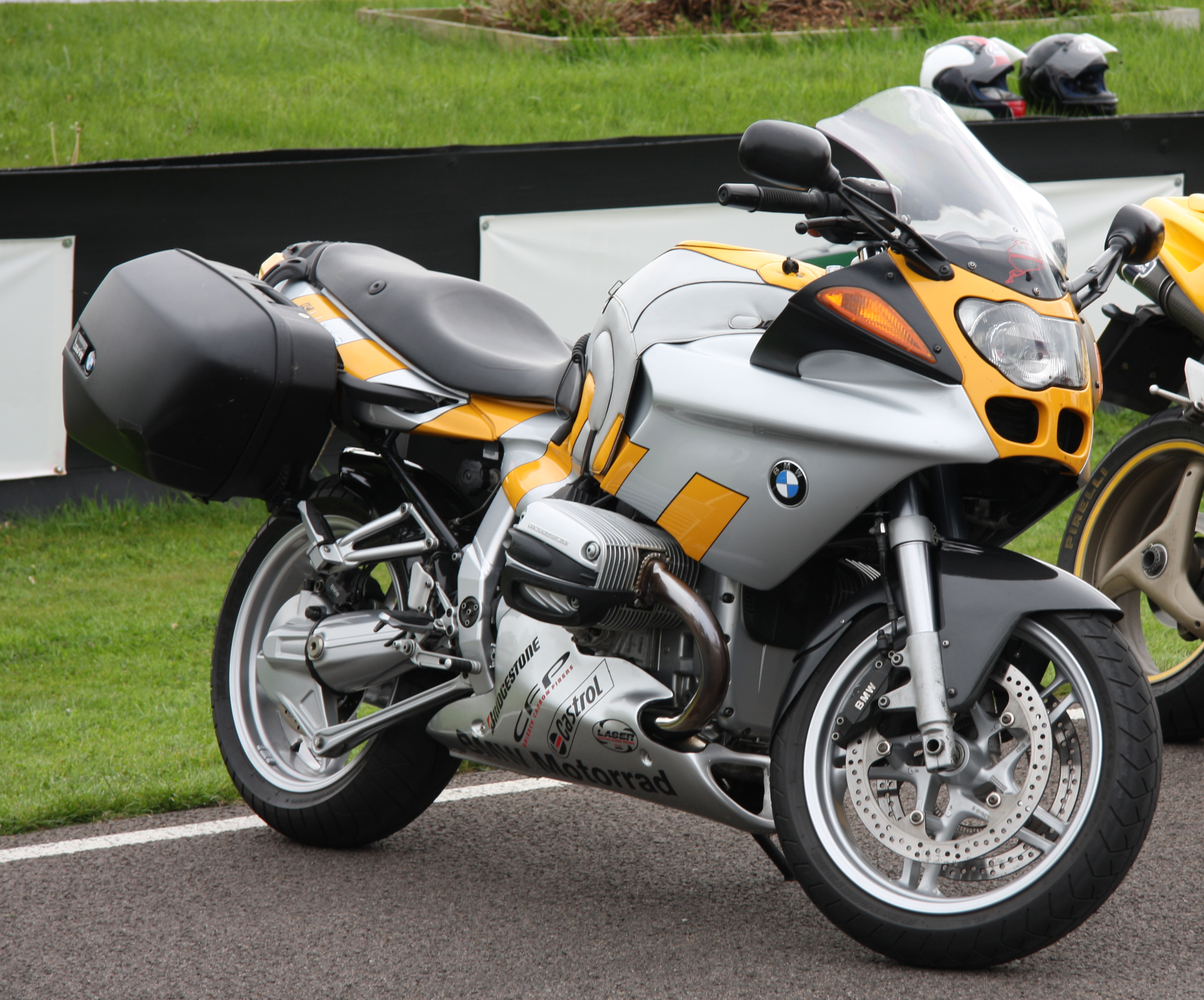
BMW R 1100 S
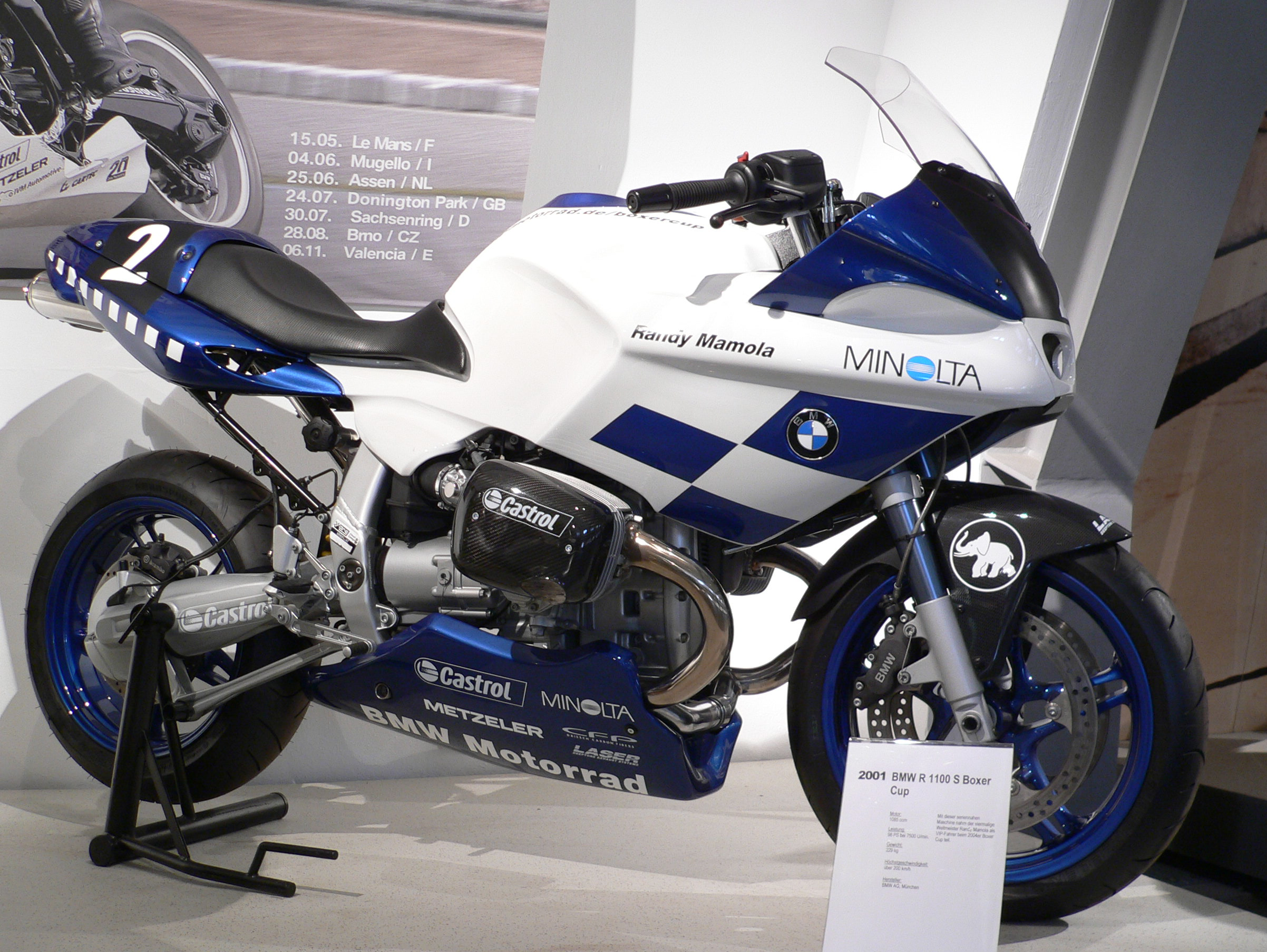
BMW R 1100 S BoxerCup Replica
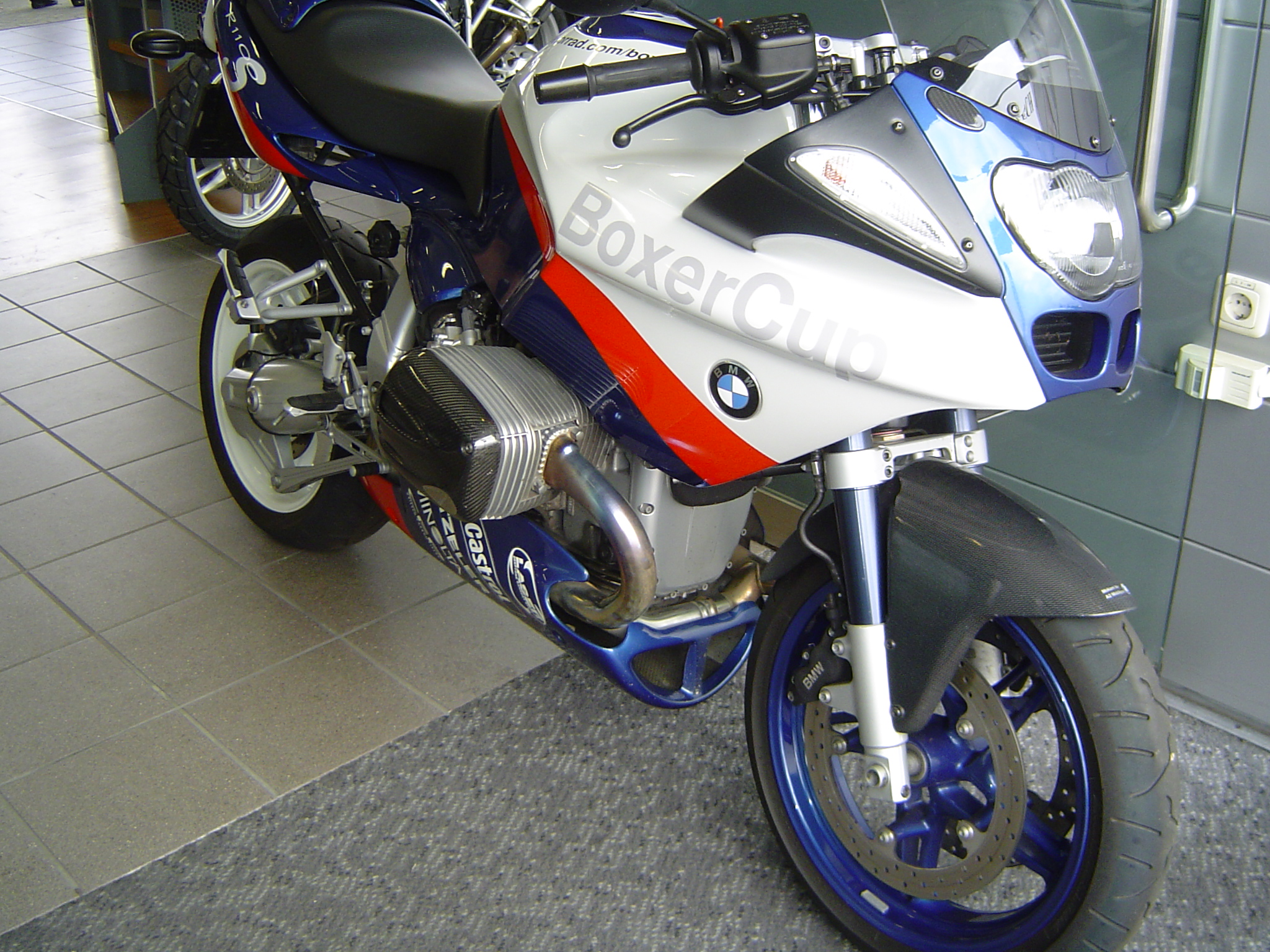
BMW R 1100 S BoxerCup Replica